# Congregação do Sagrado Coração de Jesus de Bétharram
Sociedade dos Padres do Sagrado Coração de Jesus de Bétharram (em francês:  Prêtres du Sacré-Cœur de Jésus de Bétharram) ou Congregação do Sagrado Coração de Jesus de Bétharram é um instituto de vida consagrada católico. Seu lema é "Fiat voluntas Dei ("Faça-se a vontade de Deus").

## História
A sociedade foi fundada em Bétharram, França, em 1832 por São Miguel Garicoits, o objetivo da congregação, dedicada ao Sagrado Coração de Jesus, é evangelizar as pessoas através de missões e ensinar os mais jovens. Ela recebeu aprovação formal do papa depois da morte de Garicoits. Seu primeiro líder foi o próprio fundador, São Miguel Garicoits, que foi sucedido por Augusto Etchécopar depois de sua morte em 1863.
Os membros vivem em pequenas comunidades de 3 ou 4 pessoas na Argentina, Brasil, República Centro-Africana, França, Grã Bretanha, Índia, Israel, Itália, Costa do Marfim, Jordânia, Palestina, Paraguai, Espanha, Tailândia e Uruguai.